# فرانتس (فیلم)
فرانتس (انگلیسی: Frantz) یک فیلم درام رمانتیک به کارگردانی فرانسوا اوزون محصول سال ۲۰۱۶ است. از بازیگران آن می‌توان به پیر نینی، پائولا بیر، ماری گروبر، سیرییل کلر و آلیس دو لانکسن اشاره کرد.
فرانتس اقتباسی آزاد از فیلم لالایی شکسته اثر ارنست لوبیچ است که خود اقتباسی از نمایشنامهٔ مردی که کشتم (L'homme que j'ai tué) اثر موریس روستان بوده‌است.